# Адріан ван де Венне
Адріан ван де Венне (нід. Adriaen van de Venne, 1589, Делфт—12 листопада 1662, Гаага) — нідерландський художник. Робив портрети, жанрові та історичні композиції, працював графіком. Уславився власними гризайлями на різноманітні сюжети, здебільшого жартівливого, кумедного чи філософського спрямування.

## Біографія

### Юність
Ван де Венне народився 1589 року в Делфті в родині поважних батьків, які втекли з південних провінцій через війну та релігійний гніт. Згідно написаної Арнольдом Хоубракеном біографії, ван де Венне навчався у латинській школі в Лейдені та мріяв стати художником. Живопису в основному вчився самостійно, але також отримував уроки від майстра ювелірної справи і художника Симона де Валка (нід. Simon de Valck). У Гаазі його другий учитель Ієронімус ван Дист (нід. Hieronymus van Diest), який працював технікою гризайль, навчив його граверному мистецтву.

### Розквіт творчості
1607 року ван де Венне згадували в Антверпені, а в 1614–1625 роках він жив у Мідделбурзі, де надихався пейзажами Яна Брейгеля Старшого та сатиричними повчальними віньєтками Пітера Брейгеля Старшого. Там творчість художника досягла свого апогею, а картини того періоду, поліхромні, маньєристичні за духом та написані швидким мазком, близькі до творів Матеуса Молануса (нід. Mattheus Molanus) і Крістоффеля ван ден Берге). Його сатирична картина «Ловля душ» (нід. De zielenvisserij), написана 1614 року, є іронічним зауваженням до конфлікту католицької та протестантської церков під час Нідерландської революції, коли річка Шельда, що зображена на картині та знаходилася в безпосередній близькості від будинку ван де Венне в Мідделбурзі, відділяла південну католицьку Фландрію від північних протестантських Брабанта та Зеландії. Вплив Яна Брейгеля Старшого особливо помітно проявлявся в цій алегорії релігійного фанатизму, реалістичні деталі трактовані в ній з тонким гумором.
Ван де Венне працював як книжковий ілюстратор, дизайнер друку, політичний пропагандист і поет, співпрацював зі своїм братом Яном, відомим видавцем і арт-дилером. Провідні голландські письменники, як-от Якоб Катс, наймали ван де Венне, оскільки його ілюстрації сприяли зростанню популярності нідерландських книг емблем, що містять уроки моралі та відповідні ілюстрації, які зазвичай були представлені гравюрами жанрових сцен із селянами, жебраками, злодіями та дурнями. Завдяки цим роботам він прославився за життя і залишався знаменитим після своєї смерті протягом XVIII століття.

### Діяльність у Гаазі
1625 року Адріан ван де Венне переїхав до Гааги, де вступив у Гільдію Святого Луки. Там же, можливо, працював в суді. 1640 року став деканом Гільдії. Він продовжував займатися своїми книжковими і естампними проєктами та написав велику частину своїх відомих картин, багато з яких зображали знедолених і калік. 1656 року Адріан став одним зі співзасновників Confrerie Pictura — організації, яка була альтернативною офіційній Гільдії. Адріан Ганнеман, ван де Венне та інші місцеві діячі мистецтв створили її, будучи незадоволеними станом справ у Гільдії Святого Луки. Помер ван де Венне 12 листопада 1662 року в Гаазі, не залишивши після себе учнів і послідовників.

## Галерея творів

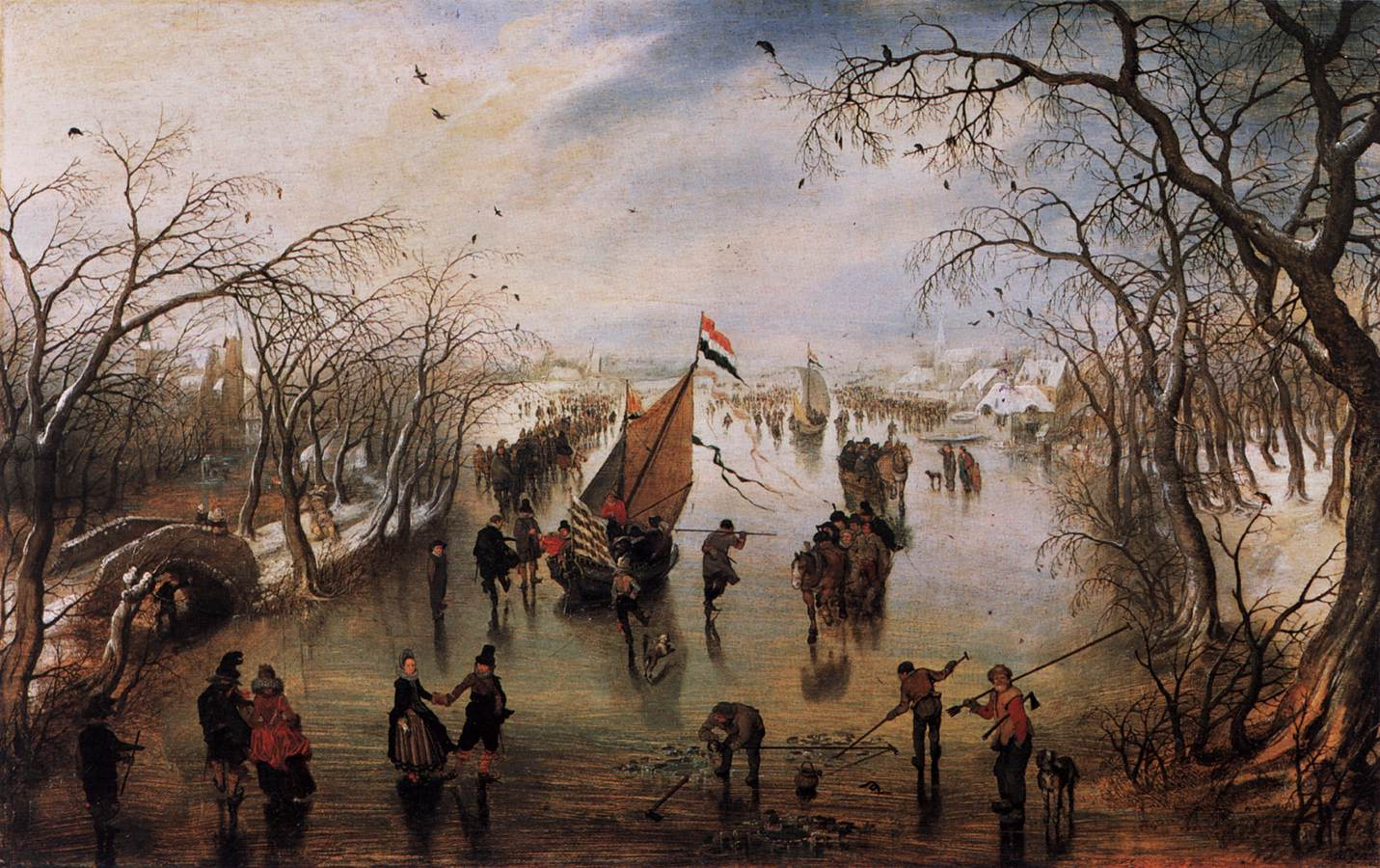
«Зима», Державні музеї Берліна
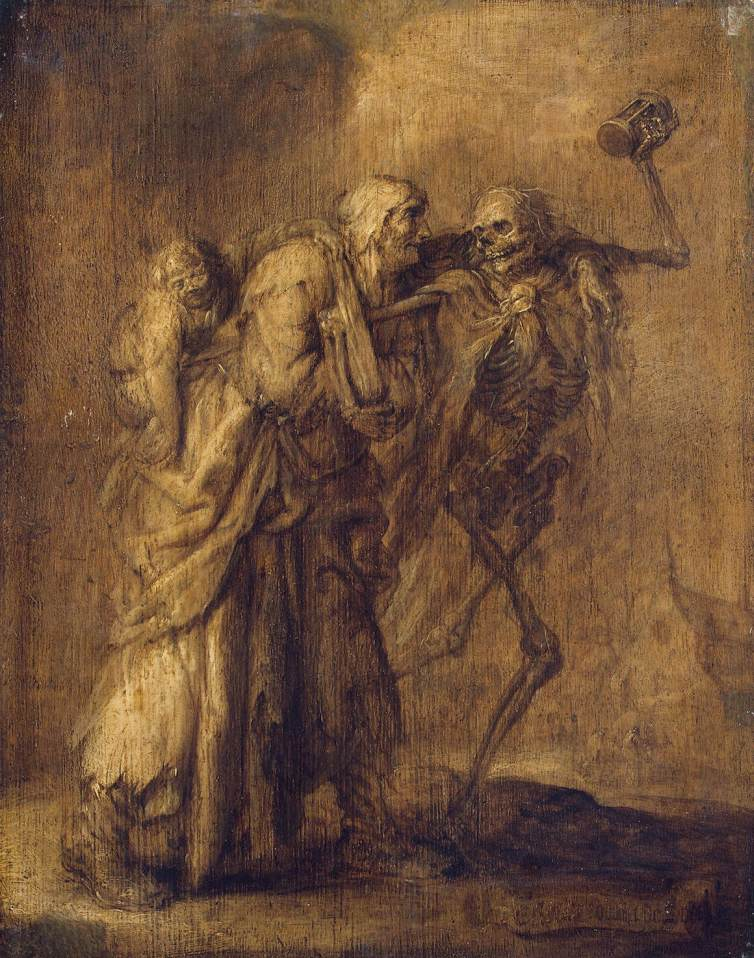
«Танок смерті», грізайль, Ермітаж, Санкт-Петербург
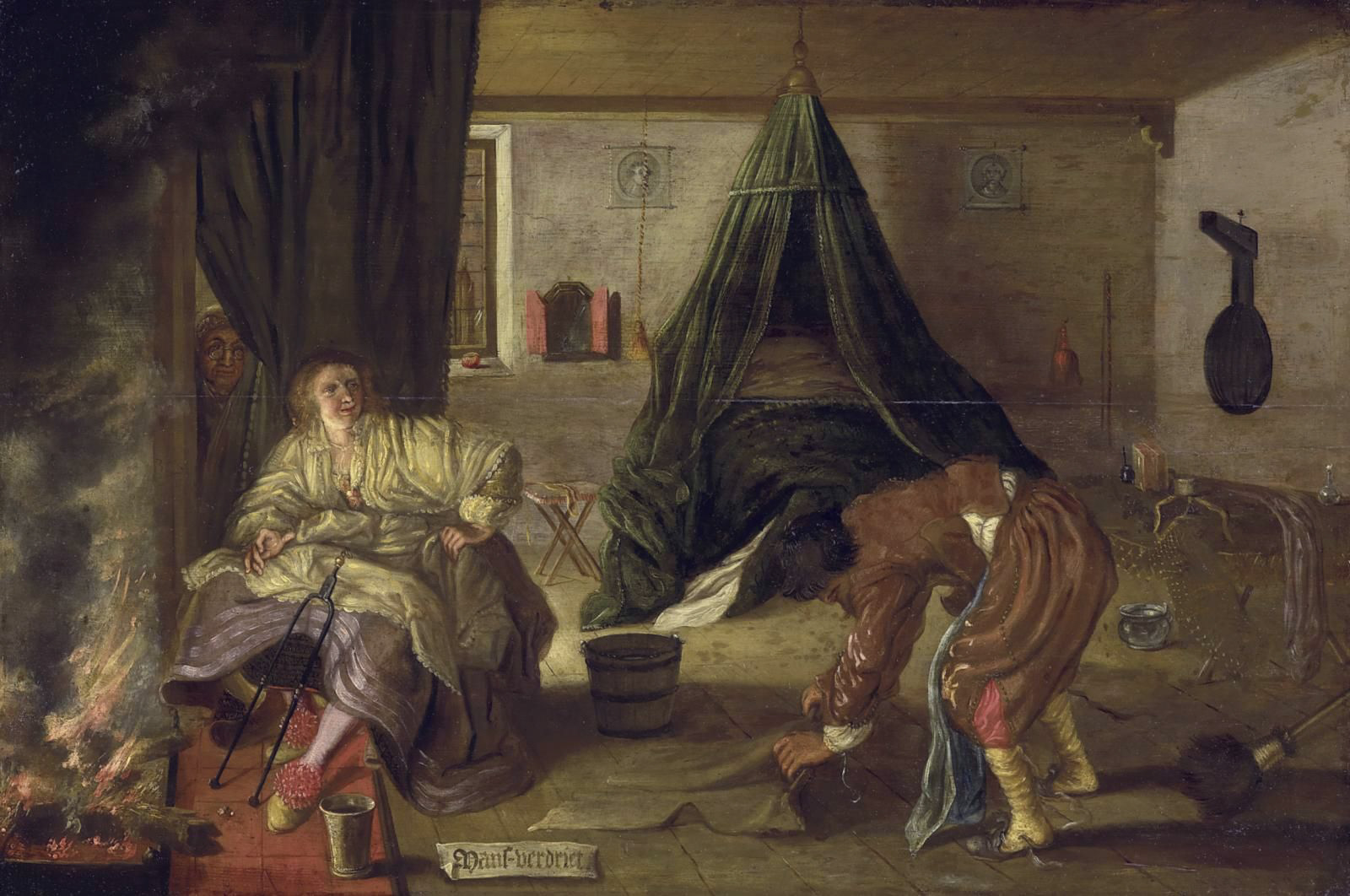
«Призначення безхарактерних чоловіків»
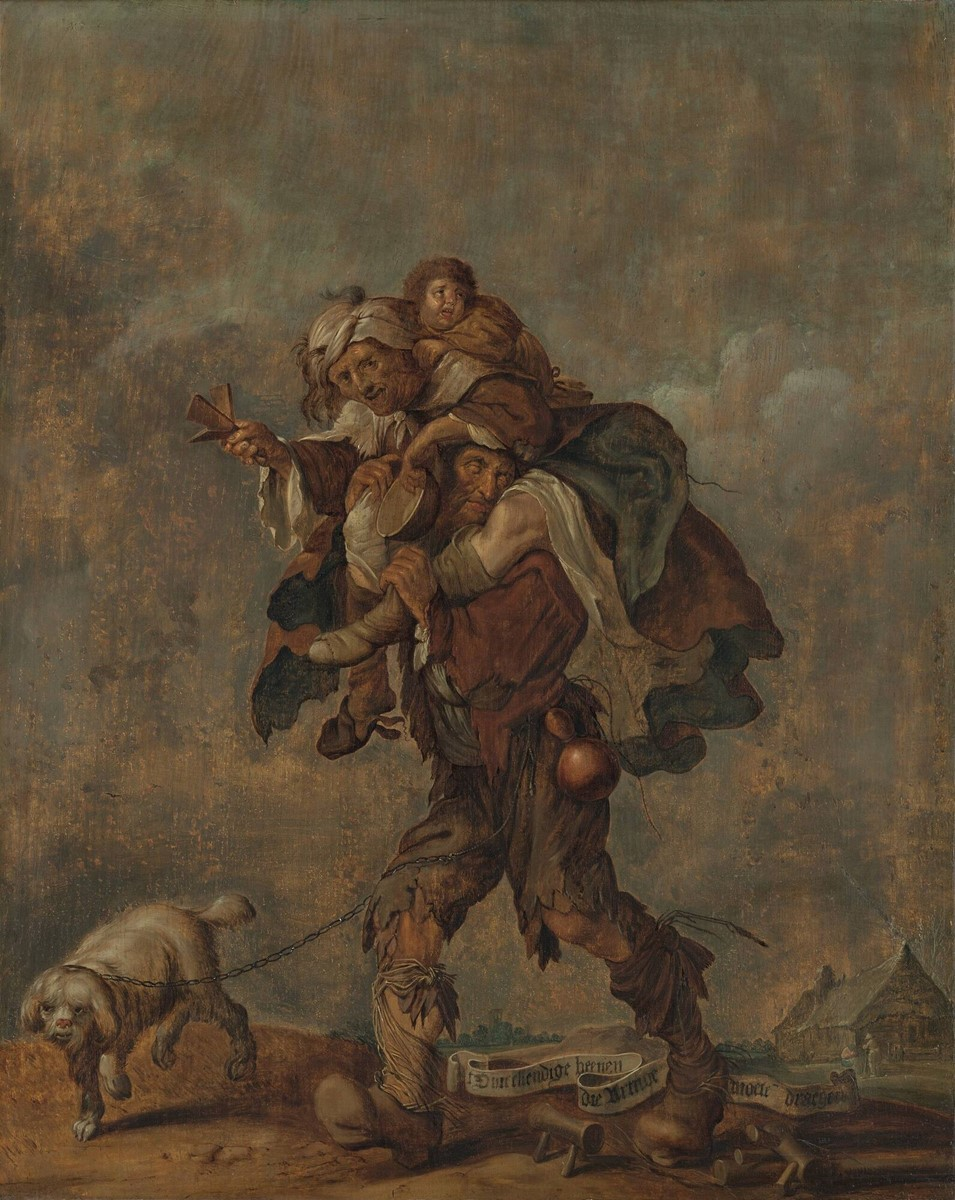
Адріан ван де Венне. «Алегорія Бідності», бл. 1635 р., Меморіальний художній музей Аллена, Колледж Оберлін, Огайо, США.
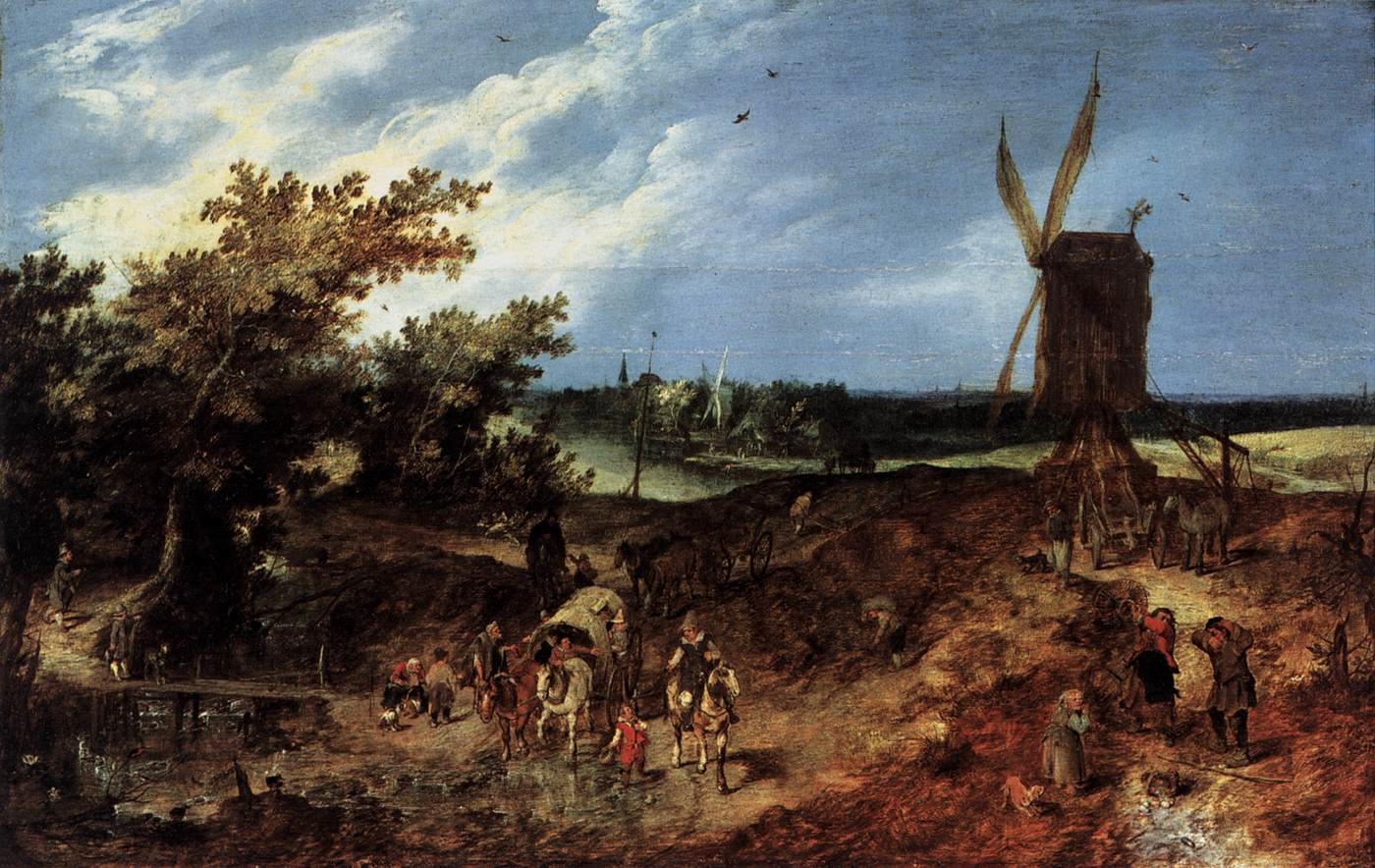
«Літо», Державні музеї Берліна